# Tom et Jerry : Destination Mars
Pour les articles homonymes, voir Tom et Jerry (homonymie).
Pour plus de détails, voir Fiche technique et Distribution.
Tom et Jerry : Destination Mars (Tom and Jerry Blast Off to Mars !) est un film d'animation américain réalisé par Bill Kopp et sorti en 2005.Il met en scène les personnages Tom le chat et Jerry la souris. 

## Synopsis
Alors que Tom poursuit Jerry, ce dernier se cache à l'intérieur du cockpit d'une navette spatiale en destination de Mars. Par accident, le duo est emmener sur la planète et va découvrir l'existence de martiens qui ont pour projet de coloniser la Terre…

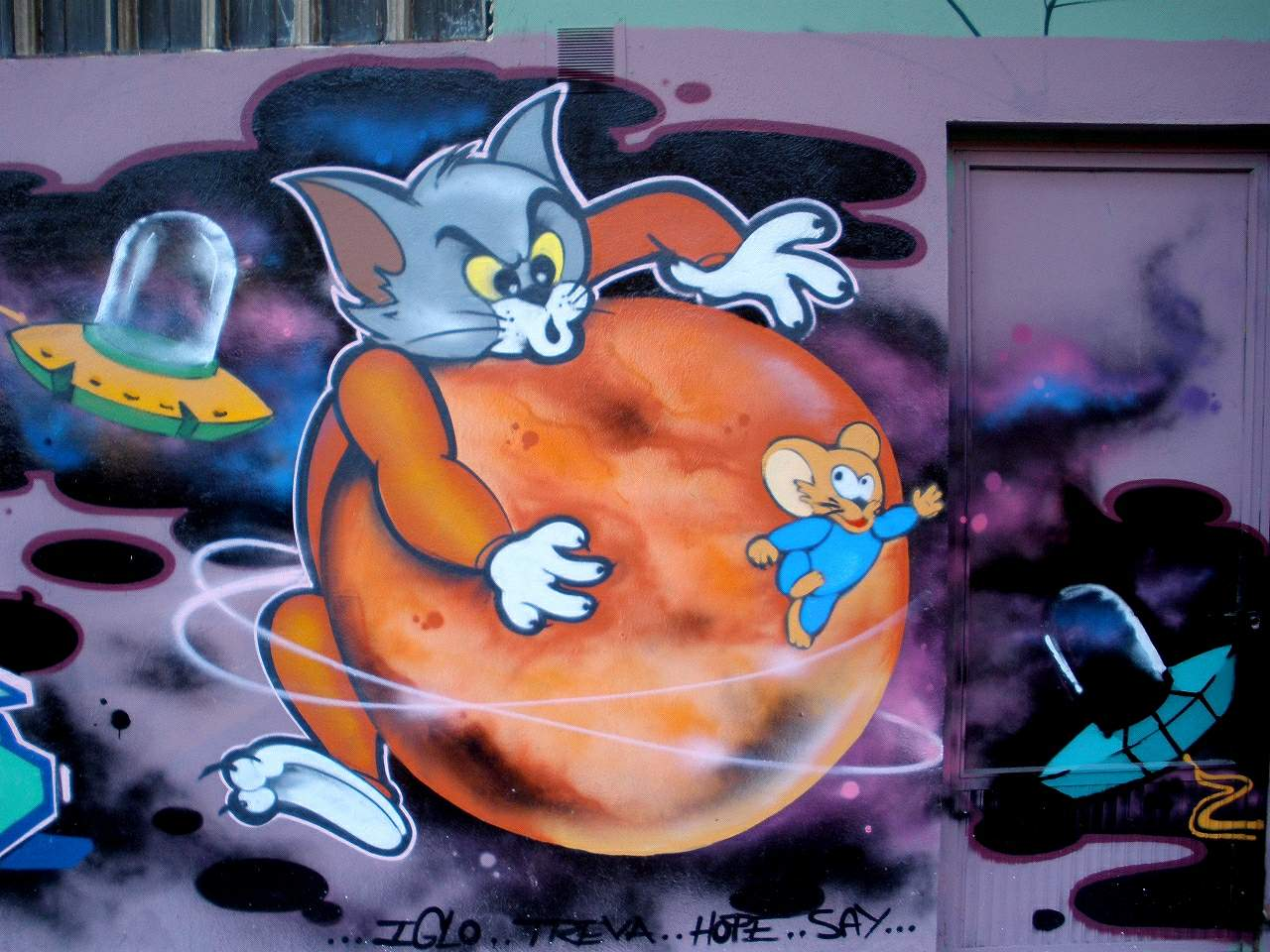
Interprétation du duo de Tom et Jerry lors qu'ils arrivent sur Mars tiré de Tom et Jerry : Destination Mars.

## Fiche technique
- Titre original : Tom and Jerry Blast Off to Mars !
- Titre français : Tom et Jerry : Destination Mars
- Réalisation : Bill Kopp
- Scénario : Bill Kopp
- Montage : Ken Solomon
- Musique : Julie Bernstein et Steven Bernstein
- Production : Tom Minton
- Production associée : Diane A. Crea
- Production exécutive : Sander Schwartz et Joseph Barbera
- Société de production : Warner Bros. Animation, Turner Entertainment
- Société de distribution : Warner Home Video
- Pays d’origine :  États-Unis
- Langue originale : Anglais
- Genre : Animation, comédie
- Durée : 74 minutes
- Date de sortie :
  - États-Unis : 18 janvier 2005

## Distribution

### Voix originales
- Jeff Bennett : Dr. Gluckman / le président des États-Unis / le premier martien
- Corey Burton : Le savant martien / le serviteur de la cour
- Brad Garrett : Commandant Bristle
- Tom Kenny : Grob / le premier jardinier / le deuxième martien
- Bill Kopp : Tom / l'homme de presse
- Kathryn Fiore : Peep / la journaliste
- Jess Harnell : Le major Buzz Blister / le général martien / le troisième ouvrier
- Rob Paulsen : voix d'ordinateur / le premier ouvrier / le deuxième ouvrier
- Frank Welker : Spike / Ubu
- Billy West : Le major Biff Buzzard / le roi Thingg / le deuxième jardinier

### Voix françaises
- Roger Carel : Grob
- Patrice Dozier : Dr Gluckman
- Patricia Legrand : Peep et la journaliste
- Bernard Métraux : Buzz Blister
- Michel Vigné : Biff Buzzard
- Pascal Renwick : le commandant Bristle
- Michel Prud'homme : le roi Thingg
- Jean-Loup Horwitz : un des ouvriers et un des gardes martiens
- Michel Mella : un des gardes martiens et le journaliste

## DVD
- Tom et Jerry : Destination Mars (DVD-9 Keep Case) sorti le 14 septembre 2005 édité par Warner Bros et distribué par Warner Home Vidéo France. Le ratio est en 1.78:1 panoramique 16:9. L'audio est en Français 2.0, Anglais 5.1, Néerlandais 2.0 et Portugais 2.0 Dolby Digital avec présence de sous-titres de ces mêmes langues. En suppléments les coulisses et le making of . Il s'agit d'une édition Zone 2[1].